# 1755年里斯本大地震
1755年里斯本大地震，简称里斯本大地震，在1755年11月1日，發生於當地時間在上午9點40分。這場天災造成的破壞和罹難人數在人類史上約排在第11位，罹難人數達到了約10萬人。大地震之後，伴隨而來的火災和巨大海啸幾乎將整個里斯本摧毀，同時也令葡萄牙殖民帝國的國力嚴重下降，殖民帝國從此衰落。
现在的地震学家估计这場地震的矩震级為9级，震央位于在圣维森特角之西南偏西方约200公里的大西洋海域中。它造成的影响首次被擴大范围地进行科学化的研究，标志着现代地震学的诞生。这次事件也被启蒙运动的哲学家广泛讨论，启发了神义论哲学的发展。

## 地质背景
1755年里斯本大地震发生於亚速尔-直布罗陀转换断层，這個位於在欧亚板块與非洲板块的边界，存在部分的俯冲带，因此大地震一直不斷的频发。

## 地震經過

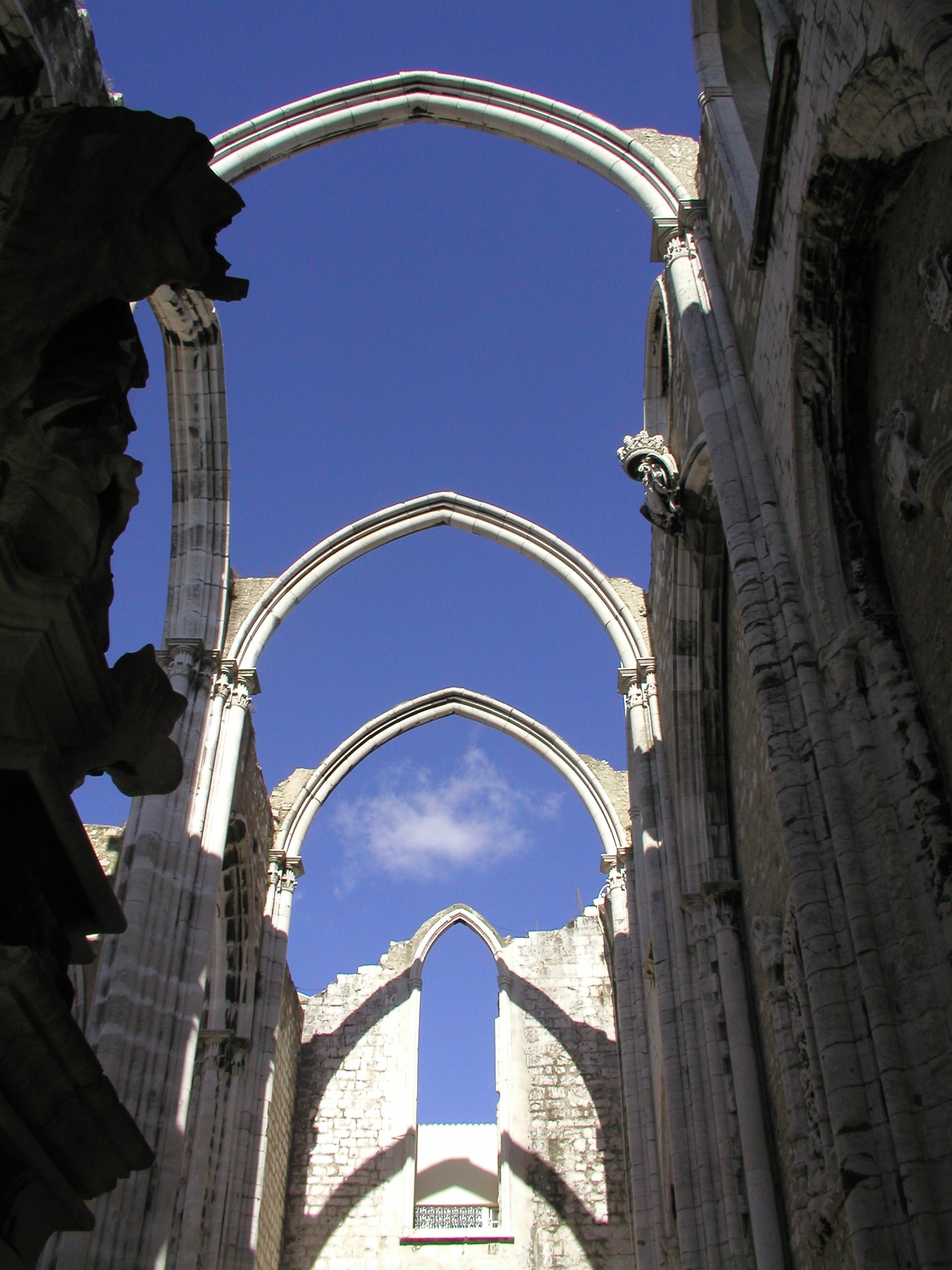
被地震摧毀的嘉模修院遺址

地震發生在11月1日諸聖日的上午9點40分，現代的研究指出這場地震約持續了3分半鐘到6分鐘，令市中心出現了一條約5公尺（17英呎）闊的巨大裂縫。當時芬蘭和北非地區都有震感，有些歷史資料宣稱甚至在格林蘭和加勒比地區也有震感。人們紛紛逃到如碼頭等的空曠地方，這個時候岸邊的海水慢慢的退去，水位低得露出海床上已經沉沒的船隻和貨物，大約在40分鐘之後，一場巨大海嘯襲擊了里斯本，摧毀了碼頭和市中心，海浪甚至衝擊到特茹河。而未受到巨大海嘯影響的地區也難逃火災的一劫，大火足足燃燒了5天之後才被撲滅。不過這場大災難破壞的不只是里斯本，在葡萄牙的南部，特別是在阿爾加威，災難的破壞也是前所未見的。
整場地震和巨大海嘯在里斯本奪走了約10萬人的生命（當時在里斯本人口約27萬），85%的建築物被毀，當中包括一些著名景點、教堂、圖書館和很多16世紀葡萄牙的特色建築物，如剛建成的鳳凰歌劇院（Phoenix Opera）、利庇喇宮、里斯本主教座堂和卡爾莫修道院等，而即使在地震中沒有即時倒塌的建築物最後也抵擋不過火災而被摧毀。另外火災也燒毀了很多珍貴的資料，包括著名航海家瓦斯科·達·伽馬的詳細航海記錄。現在卡爾莫修道院的遺址仍被保留在里斯本內，以讓世人認識這場歷史大災難。
現代很多人認為動物能夠預測地震，在地震之前就會逃到高處，里斯本大地震前就有人記錄了這個現象，這也是歐洲首個對此現象的記錄。

## 地震後的情況

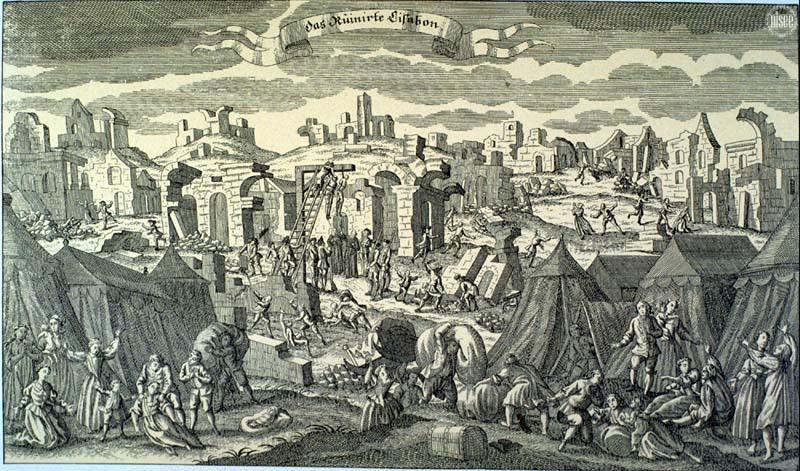
頹垣敗瓦的里斯本。這個1755年的德國雕刻表示了地震後生還者在市郊搭建帳蓬暫住和對當時趁火打劫的賊匪進行絞刑。

當時的王室人員幸運地逃過一劫，國王若澤一世和及其大臣在早上彌撒後就暫時離開了里斯本。若澤一世在地震後不敢住在石牆之下，他的大臣則在市郊的阿諸打山（Hills of Ajuda）上搭建了大型的帳篷供他居住。國家顧問蓬巴尔侯爵也在地震中幸存，且立即提出重建計劃，他派人到城內滅火和移走屍體以防止疫症爆發，他把屍體放進船隻之中並於特茹河口進行海葬，而這種方法並不符合當時教會的習慣。另外，為了維持城內的秩序和防止有人趁火打劫，他也在城市附近的高處設置了很多絞刑架以作警示，但也有至少34人因此而被吊死。而軍隊也禁止人們離開市郊的範圍，並挑選強健的人協助清理瓦礫。
國王和首相也聘請了很多建築物和工程師進行重建，更藉此機會重新規劃城市，他們興建了新的市中心、大量的廣場和擴闊道路，不足一年時間，里斯本已漸恢復規模。
地震后重建工作中蓬巴尔侯爵采用了以木头为主要建筑减震材料，并要求所有建筑都是用这种新建筑方式。

## 地震學的誕生
首相蓬巴尔侯爵除了進行重建外，還對各個堂區因地震而影響的情況進行了咨詢，問題包括：
- 地震持續了多久？
- 地震後出現了多少次餘震？
- 地震如何產生破壞？
- 動物的表現有否不正常？
- 水井內有甚麼現象發生？

當時對這些問題的答案現在還存放於葡萄牙國家檔案館。通過這些數據，現代科學家就能對這次地震進行重組。假如當時馬盧沒有進行咨詢，人們就不能了解這次地震的經過。因為龐巴爾侯爵是第一個對地震的經過和結果進行客觀科學描述的人，他也被認為是現代地震學的先驅。
而這次地震的成因，現代的很多科學家還在爭議之中，但經過與其他涉及隱沒帶和矩震級高於9的地震比對後，專家也認為里斯本大地震是和大西洋的隱沒帶有關的。

## 對哲學的影響
這次地震令里斯本這個天主教國家的首都幾乎毀於一旦，也摧毀了城內很多重要的教堂，整個18世紀，神學家和哲學家還未能解釋這是否激怒神的結果。而地震也影響了很多歐洲啟蒙運動哲學家和思想家如盧梭和康德，而康德更發表了三篇文章試圖解釋地震的成因。

## 流行文化
此地震在遊戲《刺客教條：叛變》劇情中佔有重要地位。劇情中主角因奉命取走聖物而引發這場地震。主角亦因此事而對刺客組織產生質疑，成為後來劇情發展的重要轉折點。

## 參看
- 地震列表
- 1531年里斯本大地震
- 里斯本

## 外部連結
- 里斯本大地震文字敘述 （英文）
- 里斯本大地震的破壞Archive.today的存檔，存档日期2012-12-09 （英文）
- 里斯本大地震的圖片（页面存档备份，存于） （英文）